# Granat Typ 97
Granat Typ 97 – japoński ręczny granat odłamkowy, używany przez Cesarską Armię Japońską oraz Piechotę Morską Japońskiej Cesarskiej Marynarki Wojennej podczas II wojny chińsko-japońskiej i II wojny światowej.
Typ 97 był rozwinięciem uniwersalnego granatu Typ 91, który mógł być wykorzystywany zarówno jako granat ręczny lub nasadkowy bądź wystrzeliwany z granatników Typ 10 oraz Typ 89. Oba granaty posiadały zbliżoną konstrukcję, a podstawową różnicą między nimi było krótsze opóźnienie wybuchu granatu Typ 97, trwające od 4 do 5 sekund. W odróżnieniu od poprzednika Typ 97 wykorzystywany był wyłącznie jako granat ręczny.
Korpus granatu wykonany był z żelaza, a stosowanym w nim materiałem wybuchowym był trotyl.

## Galeria

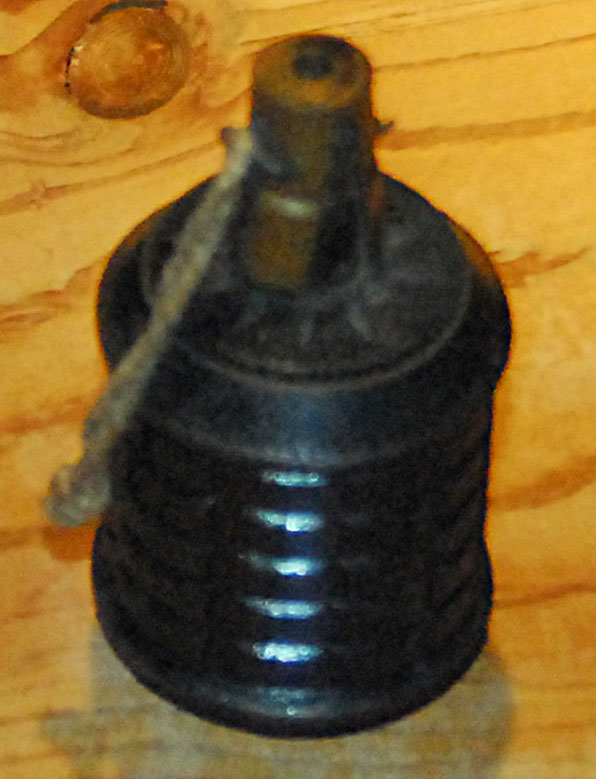
Typ 97
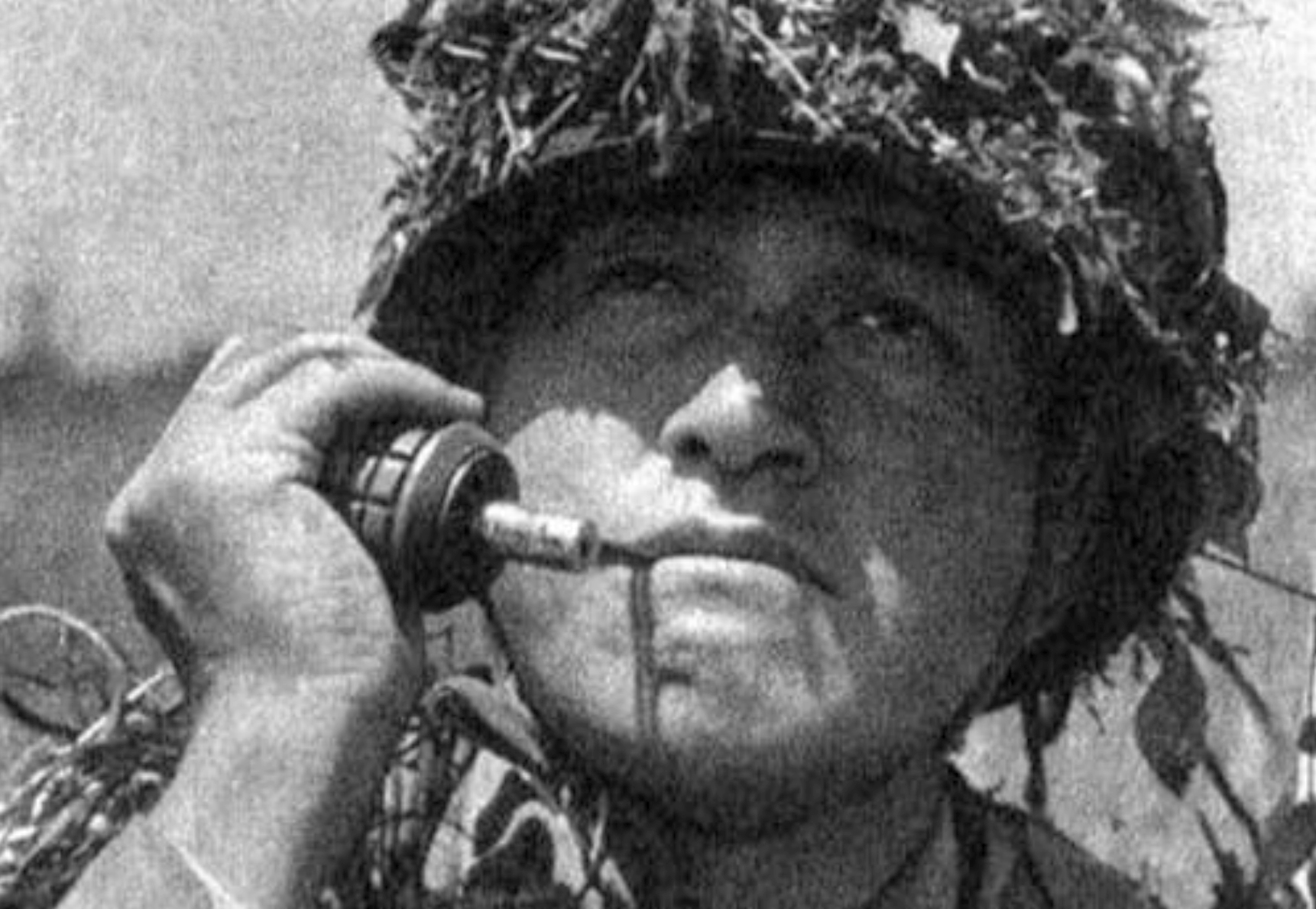
Japoński żołnierz wyciąga zawleczkę granatu Typ 97